# السلطة التشريعية في تيلانغانا
السلطة التشريعية في تيلانغانا (بالإنجليزية: Telangana Legislature)‏ هي الهيئة التشريعية في تيلانغانا، تتكون من المجلس الأعلى Telangana Legislative Council ‏
الذي يضم 40 مقعداً، والمجلس الأدنى Telangana Legislative Assembly ‏ الذي يضم 120 مقعداً.

## طالع أيضًا
- Government of Telangana [الإنجليزية]‏